# Asesinato de Keira Gross
Keira Gross (Berlín, 24 de septiembre de 2003 - Berlín, 7 de marzo de 2018) fue una joven de nacionalidad alemana que murió apuñalada en su casa en marzo de 2018, con 14 años. En noviembre de 2018, Edgar H. (también conocido por el seudónimo «Hannes E.»), de 15 años, fue declarado culpable del asesinato de Keira y condenado a nueve años de detención juvenil. El asesinato atrajo la atención de la extrema derecha, que difundió información falsa culpando a los inmigrantes del caso.

## Antecedentes
Keira Gross nació el 24 de septiembre de 2003 en Berlín. Tenía 14 años y vivía con su madre, Karin Gross, en un apartamento de la Plauener Straße, en el barrio de Alt-Hohenschönhausen, al este de Berlín. Karin era madre soltera y Keira era su única hija. La joven cursaba octavo curso en el Grüner Campus Malchow. Era una aficionada al patinaje sobre hielo y entrenaba regularmente en el cercano estadio deportivo cubierto Berliner TSC. En enero de 2018 se proclamó campeona de Berlín en su grupo de edad de patinaje de velocidad sobre 1 500 metros.
En 2016 y 2017 se produjeron dos asesinatos muy sonados de chicas alemanas a manos de inmigrantes. En octubre de 2016, la estudiante de Medicina Maria Ladenburger, de 19 años, fue violada y asesinada en Friburgo de Brisgovia por el afgano Hussein Khavari. En diciembre de 2017, Mia Valentin, de 15 años, fue asesinada en Kandel por su exnovio Abdul Dawodzai, un inmigrante afgano.

## Asesinato
El 7 de marzo de 2018, Karin Gross recibió un mensaje telefónico de Keira en el que decía que estaba en casa y pedía a su madre que la llamara cuando llegara. Cuando Karin salió del trabajo, intentó ponerse en contacto con Keira varias veces, pero no obtuvo respuesta. Alrededor de las 17:30, Karin llegó de nuevo a su apartamento en Plauener Straße y encontró a Keira sentada frente al sofá, amordazada con una bufanda ensangrentada. Karin se puso en contacto con los servicios de emergencia, que la ayudaron a reanimar a Keira. Los médicos llegaron en nueve minutos y pasaron 90 minutos intentando salvar la vida de Keira, que murió delante de su madre. Había recibido 23 puñaladas, la primera en el cuello y el resto en la parte superior del cuerpo y la espalda. Tres de las puñaladas, en el cuello, el corazón y los pulmones, habrían sido mortales.

## Investigación
La autopsia de Keira confirmó que había sido víctima de un homicidio. La noche del asesinato, los vecinos habían oído discusiones y portazos procedentes del apartamento de Keira. El análisis de los mensajes telefónicos de Keira llevó a la policía a identificar a un sospechoso. El 11 de marzo de 2018, Edgar H., de 15 años, fue detenido bajo la acusación de homicidio involuntario. Era blanco, había nacido en Alemania y asistía a la iglesia. Se le dio el seudónimo legal de «Hannes E.» debido a su edad. Estaba en noveno grado en la misma escuela que Keira y era conocido de ella. Se dijo que Keira estaba encaprichada con «Hannes» y tenía una foto de él en su habitación pero, según su madre, no tenían una relación y Keira hablaba de «Hannes» como de un hermano.
Tras ser detenido, «Hannes» confesó haber apuñalado a Keira y afirmó que ella había querido morir, lo que fue rechazado por la policía, los fiscales, su familia, sus amigos y otras personas que la conocían. El ADN encontrado en la escena del crimen coincidía con el de «Hannes». Según los fiscales, el asesinato fue premeditado. En los días anteriores al asesinato, «Hannes» había informado detalladamente a sus amigos del colegio de cómo pretendía llevar a cabo el asesinato. Les había dicho que quería apuñalar a alguien en el cuello, que quería probar carne humana y prender fuego a edificios, pero no le tomaron en serio. Llevaba planeando asesinar a Keira desde al menos el 1 de marzo de 2018 y la había elegido como víctima porque ella confiaría en él debido a sus sentimientos hacia él. Algún tiempo antes del asesinato se había teñido el pelo de verde, se había pintado la cara de blanco para parecer el Joker y llevaba naipes del Joker colgados del cuello.
El día del asesinato, Keira y «Hannes» habían intercambiado mensajes de WhatsApp y habían quedado en verse en casa de ella para hacer los deberes juntos. «Hannes» fue a casa de Keira con una mochila que contenía un cuchillo de cocina de 11 cm, una muda de ropa, guantes de goma, mascarilla, fundas de plástico para el pelo y zapatos. Tras el asesinato, cogió el teléfono móvil de Keira y lo tiró a un lago para ocultar sus intercambios de WhatsApp. Minutos después del asesinato, llamó a uno de sus amigos para confirmar que había llevado a cabo el asesinato. A continuación, regresó a su casa en Weißensee, volvió a colocar el cuchillo en la cocina de sus padres y guardó la mochila en su habitación antes de jugar a League of Legends.

## Juicio por asesinato
El juicio contra «Hannes» comenzó el 25 de septiembre de 2018 en la 13ª Sala de lo Penal del Tribunal Regional de Berlín a puerta cerrada debido a la edad del acusado. Karin Gross era codemandante en el caso. «Hannes» se había negado a ser entrevistado por psiquiatras forenses tras ser detenido, por lo que estos tuvieron que observar su comportamiento ante el tribunal y determinaron que era plenamente responsable de sus actos. Según los psiquiatras, «Hannes» no mostraba signos de padecer un trastorno de la personalidad o una enfermedad mental. El octavo día del juicio, «Hannes» prestó declaración ante el tribunal en la que volvió a afirmar que Keira había pedido que la mataran.
Los fiscales solicitaron una condena de nueve años y diez meses, pero los abogados defensores habían querido una pena de prisión mucho más corta por lo que, según ellos, era un «caso menor de homicidio involuntario en el mejor de los casos». El 22 de noviembre de 2018, «Hannes» fue declarado culpable de asesinato y condenado a nueve años en un centro de detención juvenil. Se trataba de un año menos de la pena máxima, ya que «Hannes» no tiene condenas penales previas y había hecho una confesión parcial Según la sentencia, actuó «por pura intención asesina» (en alemán: aus reiner Mordlust) y «quería ver si podía soportar cometer un asesinato». Llevaba mucho tiempo preocupado por matar a una persona y «sólo le importaba matar a una persona» Según la sentencia, la afirmación de «Hannes» de que Keira había querido ser asesinada era «puramente inventada». Karin Gross calificó la sentencia de inadecuada, pero dijo que no sentía ni odio ni ira hacia «Hannes».
«Hannes» recurrió la sentencia ante el Tribunal Federal de Justicia, pero el 13 de agosto de 2019 el tribunal rechazó el recurso y confirmó la sentencia del Tribunal Regional de Berlín. El 18 de noviembre de 2020 el Tribunal Constitucional Federal se negó a escuchar el recurso constitucional de «Hannes». Posteriormente recurrió ante el Tribunal Europeo de Derechos Humanos (TEDH) alegando que su condena se basaba en una confesión que hizo durante su interrogatorio cuando no se le había informado de su derecho a consultar a sus padres y que no había tenido la oportunidad de hablar confidencialmente con su madre. En julio de 2024 el caso estaba pendiente ante el TEDH.

## Juicio por complicidad
Muchos de los amigos de «Hannes» conocían sus planes de asesinato, pero la mayoría pudo convencer a las autoridades de que no se los habían tomado en serio. En febrero de 2020, los fiscales acusaron a un amigo de «Hannes» de complicidad en homicidio. Según los fiscales, «Klara J.», que tenía 14 años en el momento del asesinato de Keira, había chateado con «Hannes» antes del asesinato y accedió a darle una coartada falsa afirmando que estaban juntos en un centro comercial en el momento del asesinato.
El juicio de «Klara» comenzó el 13 de abril de 2021 en el Tribunal Regional de Berlín a puerta cerrada. Hasta el 7 de mayo de 2021 no se había dictado sentencia sobre el caso.

## Desinformación de la extrema derecha
Al día siguiente del asesinato, la policía de Berlín emitió un comunicado de prensa sobre el asesinato, pero proporcionó muy pocos detalles por temor a poner en peligro la investigación criminal. Poco después, la extrema derecha comenzó a difundir información errónea sobre el asesinato y a explotarlo para promover su causa política, publicando mensajes en Twitter y Facebook con el hashtag #Keira en los que se culpaba a los inmigrantes del asesinato.
Aunque no se había identificado al autor, asumieron que, dado que Keira había sido apuñalada hasta la muerte, un no alemán lo había hecho porque «ningún alemán podría hacer algo así». También se estableció un vínculo con los asesinatos de Maria Ladenburger y Mia Valentin. El 8 de marzo de 2018, el sitio web de extrema derecha Halle Leaks afirmó sin pruebas que el autor era un refugiado y describió el asesinato como «Kandel 2.0», una referencia al asesinato de Mia Valentin en Kandel. El blog de extrema derecha PI-News afirmó el 9 de marzo de 2018 que Keira fue víctima de «migrantes adolescentes» admitidos antes de tiempo para acelerar el reemplazo de la población, una teoría conspirativa central de la extrema derecha.
El periodista de extrema derecha David Berger publicó un post en su blog Philosophia perennis en el que culpaba a la apertura de las fronteras a los refugiados de una «epidemia de cuchillos» y de que los jóvenes estaban siendo «masacrados de forma bestial». El 12 de marzo de 2018, la ultraderechista Alternativa para Alemania (AfD) publicó un gráfico en Facebook con el título «EPIDEMIA DE CUCHILLOS RAMPANTE» en el que se enumeraban 11 delitos con cuchillos, incluido el asesinato de Keira, y se culpaba de ellos a turcos, kurdos, chechenos, afganos, eritreos, gambianos y sirios. En realidad, solo cinco de los delitos fueron cometidos por extranjeros, pero aun así el post fue compartido casi 3 000 veces.
El 11 de marzo de 2018, la Policía de Berlín anunció que había detenido a un sospechoso, pero volvió a proporcionar muy pocos detalles. De acuerdo con las directrices del Consejo de Prensa alemán, no revelaron el origen étnico o religioso del sospechoso. Esto ha dado lugar a más rumores en las redes sociales sobre el autor, como que era un solicitante de asilo de Afganistán.
La revista de extrema derecha Compact afirmó que los rumores estaban justificados por la negativa de la policía a dar más información. Tras la detención, Gunnar Lindemann, miembro de la AfD en la Abgeordnetenhaus de Berlín, tuiteó preguntando por qué la policía no daba más detalles, como el origen del autor. El abogado y miembro de la AfD Maximilian Krah publicó opiniones similares. Lindemann recibió el apoyo de Julian Reichelt, redactor jefe del periódico de derechas Bild.
Uno de los principales propagadores de la desinformación fue Lutz Bachmann, delincuente convicto y fundador del grupo de extrema derecha antiislámico Pegida. El 12 de marzo de 2018 Bachmann publicó un mensaje en línea en el que afirmaba falsamente conocer la identidad del asesino, al que calificó de «bestia del Cáucaso», «musulmán checheno» y «antiguo refugiado». Bachmann llegó a publicar la foto de un niño, su nombre y su perfil de Facebook. El niño no tenía ninguna relación con el asesinato y, en una medida poco habitual, la policía de Berlín se vio obligada a responder al post de Bachmann, que calificó de noticia falsa.
Un portavoz de la policía declaró a los medios de comunicación que «nunca se había dado un caso de asesinato que fuera explotado políticamente de tal manera». Bachmann borró el post, pero posteriormente la policía abrió una investigación contra Bachmann y otras personas por difamación, acusación falsa e incitación. El chico al que Bachmann había difamado deliberada y falsamente borró su cuenta de Facebook, pero meses después del incidente sus datos personales, incluidos su nombre completo y su fotografía, seguían en la red.
Incluso después de que se revelara la identidad del asesino, la extrema derecha no aceptó que el asesinato fuera cometido por un alemán. La lápida de Keira fue destrozada con pintadas que describían a su asesino como «ruso».